# Stabia Calcio a 5 2001-2002
Questa pagina raccoglie i dati riguardanti lo Stabia Calcio a 5, squadra di calcio a 5 militante in serie A, nelle competizioni ufficiali della stagione 2001-2002. Lo sponsor principale è stato "Rete Sviluppo".

## Rosa
| N° | Naz.                 | Ruolo      | Sportivo          | Anno     |  |  |
| -- | -------------------- | ---------- | ----------------- | -------- |  |  |
|    | Brasile (bandiera)   | POR        | Christian Bertoni | 19.03.75 |  |  |
|    | Italia (bandiera)    | POR        | Angelo Piccolo    | 19.06.77 |  |  |
|    | Italia (bandiera)    | POR        | Andrea Sinno      | 28.03.80 |  |  |
|    | /                    | DIF        | Rodrigo Bertoni   | 01.12.78 |  |  |
|    | Argentina (bandiera) | DIF        | Carlos Sánchez    | 31.01.75 |  |  |
|    | /                    | UNI        | Edgar Bertoni     | 24.07.81 |  |  |
|    | Brasile (bandiera)   | UNI        | Romulo Bertoni    | 19.03.75 |  |  |
|    | Brasile (bandiera)   | LAT        | Rogério Giglio    | 10.05.72 |  |  |
|    | Argentina (bandiera) | LAT        | Rodrigo Petillo   | 19.05.77 |  |  |
|    | Italia (bandiera)    | LAT        | Antonio Vuolo II  | 20.09.81 |  |  |
|    | Italia (bandiera)    | PIV        | Daniele Granata   | 19.12.77 |  |  |
|    | Argentina (bandiera) | PIV        | Emiliano Petillo  | 27.03.82 |  |  |
|    | Italia (bandiera)    | PIV        | Pasquale Suarato  | 12.02.76 |  |  |
|    | Italia (bandiera)    | PIV        | Antonio Vuolo I   | 06.05.80 |  |  |
|    | Italia (bandiera)    | Allenatore | Massimo Ronconi   | 12.08.56 |  |  |